# Ludovico di Teck
Ludovico di Teck (... – Basilea, luglio 1439) è stato un patriarca cattolico tedesco, patriarca di Aquileia dal 1412 al 1439 (fino al 1420 con potere temporale).
Eletto Patriarca di Aquileia nel 1412 con l'aiuto dell'imperatore Sigismondo, fu costantemente in contrasto con la nobiltà friulana.
Ludovico si trovò subito costretto ad affrontare suo malgrado la guerra tra Repubblica di Venezia e regno d'Ungheria che coinvolse e devastò il Friuli, attraversato e dilaniato dalle truppe dei due schieramenti e che si concluse con grandi perdite territoriali per il patriarcato.
Duca di Teck, fu l'ultimo della linea Teck-Owen.

## Invasione della Patria
L'ormai inevitabile atto finale per la storia del patriarcato si compì nel 1418: mentre gli ungheresi erano ancora occupati a combatte gli ottomani nei Balcani, Venezia li sconfisse rapidamente sul mare, firmò con essi la pace (9 luglio 1416) ed intraprese l'occupazione del Patriarcato. L'atto formale di inizio dei conflitti si ebbe quando Tristano Savorgnan reclamò i beni confiscati dal patriarca ed iniziò i saccheggi dei territori del Friuli. Anche gli ultimi territori patriarcali in Istria vennero colpiti e Capodistria fu attaccata il 27 agosto 1418.
I mercenari Taddeo d'Este e Filippo Arcelli, al soldo di Venezia, invaso il Friuli, saccheggiano Aquileia e bombardano Cividale, costringendola alla resa (13 luglio 1419), seguita da quella di Sacile (14 agosto 1419), mentre Tristano Savorgnan fallì la presa di Udine (12 settembre 1419).
Il patriarca venne supportato da Enrico IV conte di Gorizia e con 6.000 soldati patriarcali ed ungheresi, assieme ai Carraresi ed al conte di Ortemburg assalì Cividale, bombardandola per 115 giorni ma fu sconfitto dall'esercito di soccorso veneziano (dicembre 1419). Enrico IV venne catturato e dovette pagare un grosso riscatto; Ludovico fu costretto a lasciare il Friuli per cercare aiuto in Ungheria (1420) ma Sigismondo era impegnato nelle guerre hussite (1420-1434).
I Veneziani procedettero all'occupazione del patriarcato: Filippo Arcelli prese Feltre (14 marzo 1420) e Belluno (23 marzo) mentre Tristano Savorgnan ottenne la resa di Udine (4 aprile 1420), che dovette pagare una grossa taglia per evitare il saccheggio, prese Spilimbergo, San Vito, Portogruaro e Venzone (30 giugno).
Il doge Tommaso Mocenigo ottenne la resa di Monfalcone (14 luglio 1420), il porto adriatico più settentrionale che ribattezzò “Occhio della Patria del Friuli”. I Veneziani presero poi Marano ed Aquileia, ottenendo il controllo della costa ed occupando nel contempo la Carnia, mentre il Cadore (fino al castello di Botestagno compreso) cessò la resistenza solo dopo aver ottenuto il riconoscimento dei propri diritti giurisdizionali. Nell'Istria, Muggia e Capodistria fecero atto di dedizione a Venezia che assediò e prese anche Pinguente (luglio 1420), Albona, Fianona, Spalato e Cattaro. Entro la fine di luglio tutto il Patriarcato era ormai in mano veneziana.

## Tentativi di liberazione della Patria
Un primo tentativo diplomatico si ebbe con la mediazione di papa Martino V (settembre 1420-1421) che fu però respinta. Ludovico tentò più volte di entrare in Friuli con un esercito: una prima volta fu bloccato sui passi alpini con 4.000 mercenari ungheresi (aprile 1422); un nuovo assalto fu respinto dopo essere arrivato fino a Chiusa e l'abbazia di Moggio (ottobre 1422).
Venezia assoldò Francesco Bussone detto il Carmagnola per sventare l'ultimo tentativo militare di Ludovico che con 5.000 mercenari ungheresi assediò l'abbazia fortificata di Rosazzo (1431) ma dovette ritirarsi.
Furono infine respinte anche le proposte di mediazione del Concilio di Basilea; era considerato una delle colonne del concilio di Basilea; ferocissimo nemico di papa Eugenio IV, aveva proposto addirittura che lo si condannasse a morte. Quale legato del concilio, il Teck si recò al convegno dei principi tedeschi a Magonza,  il 26 marzo 1439 e partecipò attivamente alle discussioni per la nomina di un nuovo antipapa.

Successivamente, ritornato a Basilea, Ludovico vi morì nel luglio 1439.